# Cerebrale blindheid
Met corticale of cerebrale blindheid (CB) bedoelt men een gedeeltelijk of volledig verlies van het gezichtsvermogen, meestal veroorzaakt door niet-aangeboren hersenletsel (NAH), zoals een herseninfarct. Andere mogelijke oorzaken zijn hartstilstand en complicaties na een operatie. Men spreekt van aangeboren CB wanneer de oorzaak ligt bij omstandigheden rond de geboorte, zoals zuurstofgebrek (perinatale ischemie) of traumatisch hersenletsel.
De term wordt ook gebruikt als parapluterm voor verschillende visuele klachten na NAH. In geval van van blindheid aan één kant van het gezichtsveld spreekt men ook wel van hemianopsie. Soms wordt de aandoening afgekort met CVI, naar de Engelse term cerebral visual impairment.

## Prevalentie
Volgens de Pediatric Cortical Visual Impairment Society hebben 30-40% van de kinderen met een visuele beperking een CVI. Bij kinderen met CVI kunnen veel comorbide klachten zijn.
Volgens studies van Fiona Rowe en collega's rapporteert meer dan de helft van volwassen patiënten die een CVA overleefd hebben visuele klachten. Zo'n 2% van alle patiënten rapporteerde volledige corticale blindheid. CB na een herseninfarct kan onmiddellijk optreden, of na enkele minuten of zelfs uren. Het kan ook gepaard gaan met visuele hallucinaties.

## Diagnose
Een groot deel van de menselijke cortex is verbonden met het visuele systeem, maar bij deze aandoening kan het zijn dat de ogen en oogzenuwen volledig intact zijn. Omdat de pupillen dan normaal reageren en de ogen normaal bewegen, kan het voorkomen dat artsen misleiding of een functionele neurologische stoornis vermoeden.
De oogarts stelt eerst vast of de problemen ontstaan in het oog. Een CT- of MRI-scan kan uitwijzen of er schade aan bijvoorbeeld de visuele cortex. EEG-activiteit rond de occipitale kwab kan verlaagd zijn.

## Prognose en behandeling
Bij veel patiënten wordt CB over tijd minder erg of verdwijnt het zelfs. In een Britse cohortstudie rapporteerde iets minder dan de helft binnen drie maanden verbetering of volledig herstel van de klachten. Mogelijk hangen de leeftijd van de patiënt, en de ernst en locatie van de hersenschade, samen met de kans op herstel. Een patiënt heeft na een TIA waarschijnlijk meer kans op herstel dan bij schade aan primaire visuele cortex (V1). Bij ernstige CB kunnen patiënten ook cognitieve en gedragsbeperkingen hebben, en is de kans op succesvolle behandeling kleiner.
Idealiter wordt behandeling door een multidisciplinair team gedaan. Men richt zich op de oorzaak van het probleem en andere gevolgen, maar ook op visuele training. Deze training kan gericht zijn op het herstel van de visuele vermogen (restitutie), het aanleren van gedragingen zoals het bewust scannen van delen van het gezichtsveld (compensatie) en het leren werken met hulpmiddelen om visuele stimuli toch waar te nemen (substitutie).

## Gerelateerde aandoeningen
Een opmerkelijke en zeldzame aandoening, waar corticale blindheid een onderdeel van is, is het syndroom van Anton-Babinksi, waarbij de patiënt stellig ontkent problemen met diens zicht te hebben, en allerlei details en excusen bedenkt binnen de huidige situatie (confabulatie), bijvoorbeeld wanneer hen gevraagd wordt te beschrijven wat voor voorwerp er hen wordt voorgehouden.
Een ander opmerkelijk verschijnsel is blindzien, waarbij patiënten met CB in bepaalde situaties kunnen reageren op visuele stimuli ondanks dat deze schijnbaar niet bewust worden waargenomen.